# أندريه رابل
أندريه رابل (1878 – 21 يناير 1934) هو مبارز بالسيف فرنسي راحل، مثّل بلاده في الألعاب الأولمبية الصيفية 1900.

## روابط خارجية
أندريه رابل على موقع أوليمبيديا (الإنجليزية)